# Peebles

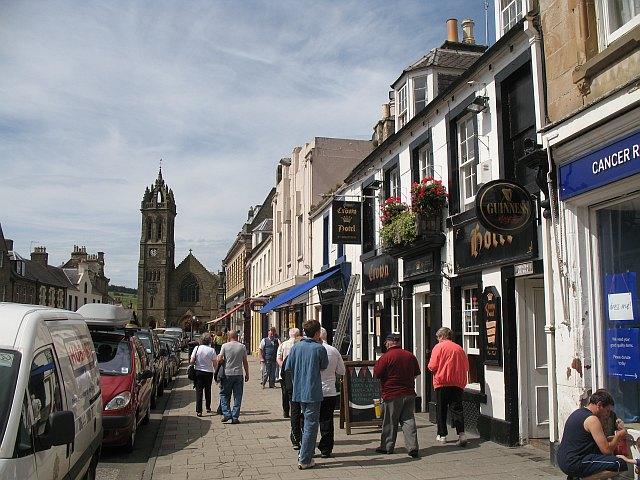
Peebles High Street

Peebles (gael. Na Pùballan) − miasto w Szkocji, w hrabstwie Scottish Borders, nad rzeką Tweed. W 2011 roku liczyło nieco ponad 8,3 tys. mieszkańców.
Początkowo było lokalnym ośrodkiem handlowym, potem centrum przetwórstwa owczej wełny, a obecnie stanowi miasto turystyczne, znane z prowadzonych zabiegów hydroterapeutycznych.